# Salto a la fama
Salto a la fama fue un programa de televisión, emitido por TVE entre 1961 y 1965.

## Formato
En línea con lo que años más tarde representó el espacio Gente joven, Salto a la fama respondía al formato de concurso en el que jóvenes promesas de la canción, desconocidas por el público, competían en una concurso de la canción, que según se evocaba en el título del programa, les garantizaría la fama.
En la película de Marisol Ha llegado un ángel el programa se incluye en la trama, cuando la protagonista, Marisol, concursa en el espacio.